# Legacy (álbum de Myrath)
Legacy es el cuarto álbum de estudio de la banda tunecina de metal progresivo Myrath, lanzado en 2016 por Ear Music.

## Lista de canciones
| N.º | Título                  | Duración |  |
| 1.  | «Jasmin»                | 1:48     |  |
| 2.  | «Believer»              | 4:32     |  |
| 3.  | «Get your Freedom Back» | 3:57     |  |
| 4.  | «Nobody’s Lives»        | 5:44     |  |
| 5.  | «The Needle»            | 5:06     |  |
| 6.  | «Through your Eyes»     | 5:37     |  |
| 7.  | «The Unburnt»           | 4:36     |  |
| 8.  | «I Want to Die»         | 4:39     |  |
| 9.  | «Duat»                  | 5:26     |  |
| 10. | «Endure the Silence»    | 4:45     |  |
| 11. | «Storm of Lies»         | 4:36     |  |
| 12. | «Other Side»            | 4:38     |  |

## Formación
- Malek Ben Arbia - guitarra
- Zaher Zorgati - voz
- Anis Jouini - bajo
- Elyes Bouchoucha - teclado, voz de apoyo
- Morgan Berthet - batería

### Créditos
- Elyes Bouchoucha, Kevin Codfert - arreglos
- Perrine Perez Fuentes, Sami Snoussi y Zaher Zorgati - dirección de arte y fotografía
- Bader Klidi - carátula
- Ayoub Hidri, Martha Vergeot - diseño
- Aymen Jaouadi - letras
- Jens Bogren - masterizado
- Fredrik Nordstrom - mezcla
- Kevin Codfert - grabación y producción
- Anouar Jaaiem, Yassine Ben Miloud y Aymen El Guedri - violín